# Мурђе (Потенца)
Мурђе је насеље у Италији у округу Потенца, региону Базиликата.
Према процени из 2011. у насељу је живело 215 становника. Насеље се налази на надморској висини од 698 м.